# Star Trek: Generații
Star Trek: Generații (Star Trek Generations) este un film științifico-fantastic din 1994 realizat de Paramount Pictures și regizat de David Carson (debut regizoral). Este al șaptelea film din seria de filme artistice Star Trek și primul cu membrii echipajului din serialul Star Trek: Generația următoare. Michael Dorn care interpretează rolul lui Worf a mai apărut în Star Trek VI: Tărâmul nedescoperit unde a interpretat rolul bunicului lui Worf, avocatul care îi apară la proces pe Kirk și McCoy.

## Povestea
În anul 2293, ofițerii retrași ai Flotei Stelare, James T. Kirk, Montgomery Scott și Pavel Chekov, participă la cursa inaugurală a navei USS Enterprise-B, sub comanda căpitanului John Harriman. În timpul croazierei de probă, Enterprise este forțată să accepte o misiune de salvare a două nave El-Auriene dintr-o panglică (o bandă ciudată de energie), în ciuda faptului că nu este complet echipată pentru serviciu. Enterprise este capabilă să salveze refugiații de pe o navă, dar este prinsă în banda ciudată de energie. Kirk se angajează să modifice câmpul deflector al navei, permițând Enterprise să scape, dar marginea benzii de energie lovește corpul Enterprise, echipajul presupune că banda de energie l-a aruncat pe Kirk în spațiu, lăsându-l mort.
78 de ani mai târziu, în 2371, echipajul USS Enterprise-D sărbătorește promovarea lui Worf la gradul de comandant locotenent. Căpitanul Jean-Luc Picard primește un mesaj de pe Pământ prin care este informat că fratele și nepotul său au fost uciși într-un incendiu. Din moment ce Picard nu a avut niciodată copii, el este distras de faptul că arborele genealogic al familiei se va încheia cu el. Enterprise primește un apel de primejdie de la un observator din sistemul stelar Amargosa, unde salvează un El-Aurian numit Dr. Tolian Soran, care este dornic să se întoarcă pentru a-și finaliza cercetările. Data și Geordi La Forge descoperă un compus numit trilitiu la bordul observatorului. Data are probleme de la noul procesor emoțional pe care și l-a implantat. Soran apare, îl lasă pe La Forge inconștient și lansează o sondă de trilitiu către steaua Amargosa. Sonda face ca steaua să explodeze, trimițând o undă de șoc spre observator, care va distruge orice altceva din sistem. Soran și La Forge sunt transportați de o Pasăre de Pradă klingoniană care aparține surorilor Duras. Acestea sunt în legături de afaceri cu Soran. Data este salvat chiar înainte ca stația să fie distrusă de unda de șoc, iar Enterprise iese cu viteză warp din sistem.
Guinan îi spune lui Picard mai multe despre Soran; ea și Soran au fost printre El-Aurienii salvați de Enterprise-B în 2293. Guinan îi explică că planul lui Soran este să ajungă înapoi în banda ciudată de energie, care este un portal către "Nexus", un domeniu extradimensional care există în afara spațiu-timpului normal. Picard și Data determină că Soran, în imposibilitatea de a zbura cu o navă în banda ciudată de energie, schimbă drumul acesteia prin distrugerea stelelor și intenționează să aducă banda ciudată de energie pe planeta Veridian III prin distrugerea soarelui. Deoarece o planetă vecină în acest sistem este gazda a milioane de oameni, Picard comandă ca Enterprise să meargă spre acest sistem la viteză warp maximă.
La intrarea în sistemul Veridian, Enterprise intră în contact cu Pasărea de Pradă a surorilor Duras, o navă inferioară lui Enterprise. Picard se oferă prizonier surorilor în schimbul lui La Forge, dar insistă să fie transportat mai întâi la Soran pentru a discuta cu el. La Forge este returnat pe Enterprise, dar VISOR-ul său este supravegheat video de klingonieni care, astfel, află frecvența scuturilor lui Enterprise. Acest lucru permite surorilor Duras să ignore scuturile și să tragă cu armele în Enterprise provocând pagube grave și morți în rândul echipajului. Enterprise distruge în cele din urmă Pasărea de Pradă, dar a suferit o deteriorare ireversibilă a nucleului său warp. Comandorul William Riker comandă o desprindere a farfuriei din partea frontală a navei, care se separă de secția de inginerie. Unda de șoc rezultată din detonarea nucleului warp prăbușește farfuria la suprafața planetei Veridian III.
Picard nu reușește să-l abată pe Soran din planul său și ocolește pe sub pietre un câmp de forță prea târziu ca să-l oprească de la lansarea rachetei sale. Prăbușirea stelei Veridian modifică cursul benzii de energie Nexus așa cum a fost prezis și aceasta se deplasează spre locul în care se află Picard și Soran, în timp ce unda de șoc rezultată distruge totul în sistem, inclusiv farfuria cu echipajul lui Riker. În Nexus, Picard se trezește înconjurat de o familie ideală, de soție și copii, în ajunul Crăciunului, dar își dă seama că totul este o iluzie. El se confruntă cu un "ecou" al lui Guinan care îi dezvăluie că poate merge oriunde și oricând dorește în Nexus. Guinan îl trimite să se întâlnească cu căpitanul Kirk, de asemenea aflat în siguranță în Nexus. Deși Kirk la început nu-și dă seama că trăiește într-o iluzie, realizează apoi că nimic din Nexus nu este real și, prin urmare, nimic nu contează. Picard îl convinge pe Kirk să părăsească Nexus-ul pentru a merge împreună pe planeta Veridian III ca să-l oprească pe Soran. 
Kirk și Picard ajung pe Veridian III cu câteva minute înainte ca Soran să lanseze racheta. Colaborând, ei distrag atenția lui Soran suficient de mult pentru ca Picard sa blocheze racheta care explodează în lansator și-l omoară pe Soran. Kirk este rănit mortal și moare știind că ceea ce a făcut contează cu adevărat. Picard îl ucide pe Kirk pe un munte, înainte ca o navetă să sosească și să-l transporte către epava navei Enterprise. Trei nave spațiale ale Federației sosesc pentru a prelua supraviețuitorii de pe Enterprise. Pe măsură ce Riker se plânge că nu va mai apuca niciodată să stea în scaunul căpitanului acestei nave, Picard spune că, având în vedere moștenirea numelui, aceasta nu va fi ultima navă care va purta numele Enterprise.

## Distribuție
- Patrick Stewart - Captain Jean-Luc Picard
- William Shatner - Captain James T. Kirk
- Jonathan Frakes - Commander William T. Riker
- Brent Spiner - Lieutenant Commander Data
- LeVar Burton - Lieutenant Commander Geordi La Forge
- Michael Dorn - Lieutenant Commander Worf. Spre deosebire de alte vedete din TNG, este a doua oară când Dorn apare într-un film Star Trek. În Star Trek VI: The Undiscovered Country, Dorn a interpretat rolul bunicului lui Worf ca avocatul care îi apară la proces pe Kirk și McCoy.
- Gates McFadden - Chief Medical Officer Commander Beverly Crusher
- Marina Sirtis - ship's counselor Commander Deanna Troi
- Alan Ruck - Enterprise-B captain John Harriman
- Malcolm McDowell - Tolian Soran
- Jacqueline Kim - Ensign Demora Sulu, navigator Enterprise-B și fiica navigatorului  Hikaru Sulu.[5]
- Barbara March și Gwynyth Walsh - surorile klingoniene Lursa și B'Etor
- Patti Yasutake - asistenta locotenent de pe Enterprise Alyssa Ogawa
- Whoopi Goldberg (nemenționat) - barmanul de pe Enterprise Guinan